# Bilin
Bilin (arab. ‏بلعين‎, Bilʿīn) – wieś w Palestynie, w muhafazie Ramallah i Al-Bira. Według danych szacunkowych Palestyńskiego Centralnego Biura Statystycznego w 2016 roku miejscowość liczyła 2177 mieszkańców.